# 橘真帆
橘 真帆（たちばな まほ　4月10日 - ）は、東京都出身のストリッパー。
杉プロダクション所属。2002年7月11日にDX歌舞伎町にてデビュー。
身長165cm、スリーサイズはB84・W60・H89。血液型はA型、靴のサイズは23,5cm。
同じ事務所の園田しほりとは大の仲良し。
肌の色はほどよく白く、端整な顔立ち、グラマーで豊満なボディ、表現力のあるダンス、と踊り子としては申し分ない質を持っている。
酒と煙草は一切しない。コートレックス以外のミネラルウォーターが好きとのこと。
因みに、キティちゃんグッズの収集家でもある。